# Jamarro Diks
Jamarro Bernardus Diks (* 26. dubna 1995) je nizozemský fotbalový útočník, od ledna 2017 působící v nizozemském klubu GVVV Veenendaal. Věnoval se i futsalu. Jeho mladším bratrem je fotbalista Kevin Diks.

## Klubová kariéra
- VIOS Vaassen (mládež)
- AGOVV Apeldoorn (mládež)
- WSV Apeldoorn –2016
- FK AS Trenčín 2016–2017
- GVVV Veenendaal 2017–

V Nizozemsku působil Diks v klubech VIOS Vaassen, AGOVV Apeldoorn a WSV Apeldoorn.
V červenci 2016 podepsal dvouletou smlouvu se slovenským klubem FK AS Trenčín, ligovým šampionem ze sezóny 2015/16. S týmem si zahrál v předkolech Ligy mistrů UEFA 2016/17.

31. ledna 2017 Trenčín opustil a vrátil se do Nizozemska. Začal hrát za klub GVVV Veenendaal v Topklasse.